# Monika Sławecka

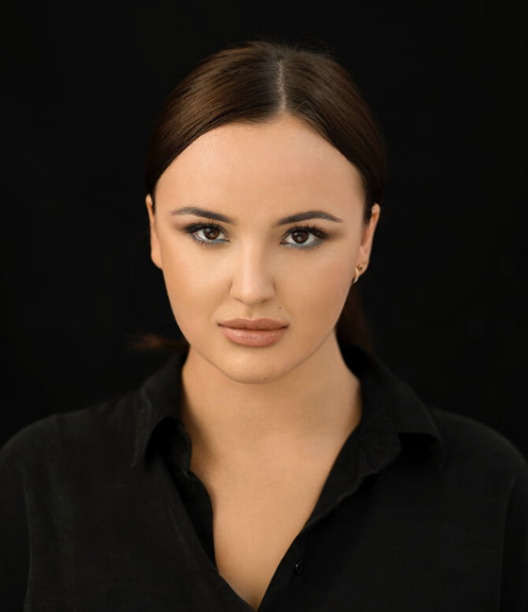
Monika Sławecka

Monika Sławecka (ur. 31 lipca 1987) – polska scenarzystka, filmoznawczyni, autorka książek.
Ukończyła filmoznawstwo na Uniwersytecie Łódzkim. Studiowała również aktorstwo i scenariopisarstwo. Od 2008 roku związana z branżą filmową i telewizyjną. Pracowała m.in. ze Sławomirem Fabickim, Marcinem Wroną i Janem Hryniakiem. W latach 2017–2018 współtworzyła polską edycję amerykańskiego programu „Saturday Night Live".
Jest autorką książek:  
- Dożywocie. Zbrodnia i kara Małgorzaty Rozumeckiej (wyd. The Facto, Warszawa 2017, ISBN 978-83-946058-4-1),
- Balet, który niszczy. Traumatyczne historie ze szkół baletowych (wyd. Pascal, Bielsko-Biała 2018, ISBN 978-83-8103-454-8)[4],
- Alkohol. Piekło kobiet (wyd. Pascal, Bielsko-Biała 2019, ISBN 978-83-8103-520-0)[5],
- Porwania. (wyd. Pascal, Bielsko-Biała 2020, ISBN 978-83-810-3626-9)[6],
- Hejt. (wyd. Pascal, Bielsko-Biała 2021, ISBN 978-83-810-3747-1 ).
- Niewinna Inka. (wyd. Prószyński i S-ka 2024, ISBN 978-83-8352-222-7 ).